# Rohrersville, Maryland
Rohrersville, Maryland (енгл. Rohrersville) насељено је место без административног статуса у америчкој савезној држави Мериленд.

## Демографија
По попису из 2010. године број становника је 175, што је 5 (2,9%) становника више него 2000. године.
| Група             | 2000.        | 2010.       |
| Белци             | 170 (100,0%) | 173 (98,9%) |
| Афроамериканци    | 0 (0,0%)     | 1 (0,6%)    |
| Азијати           | 0 (0,0%)     | 0 (0,0%)    |
| Хиспаноамериканци | 0 (0,0%)     | 1 (0,6%)    |
| Укупно            | 170          | 175         |